# Югоизточна Рорайма (микрорегион)
Микрорегион Югоизточна Рорайма е един от микрорегионите на бразилския щат Рорайма, част от мезорегион Южна Рорайма. По данни от 2006 на Бразилския институт по география и статистика, населението му възлиза на 44.010 жители и е поделен на 4 общини. Територията на микрорегиона е 51.470,449 km².

## Общини (градове)
- Кароеби
- Рорайнополис
- Сау Жуау да Бализа
- Сау Луис